# Gorzegno
Gorzegno (Gorzègn in piemontese) è un comune italiano di 246 abitanti della provincia di Cuneo in Piemonte.

## Origini del nome
Il suo nome deriva forse da Cohors Aennii di epoca romana, a indicare un reparto di presidio che dipendeva dal centurione Ennio.

## Storia
Nel Medioevo e nella prima età moderna Gorzegno fu feudo di uno dei rami della famiglia Del Carretto (detto appunto Del Carretto di Gorzegno). Fino al XVIII secolo Gorzegno diede il nome ad un esteso marchesato, riconosciuto come feudo imperiale. Il suo territorio comprendeva le "università" (cioè le comunità) di Albaretto della Torre, Arguello, Serravalle Langhe, Bossolasco, Niella Belbo, San Benedetto Belbo, Cravanzana, Feisoglio, Levice, Prunetto e Monesiglio.

### Simboli
Nello stemma comunale è raffigurato un labaro con la scritta SPQR e Cohors Aennii, in memoria di un reparto dell'esercito romano che dipendeva dal centurione Ennio.
Il gonfalone è un drappo di azzurro.

## Monumenti e luoghi d'interesse

### NASC - Museo delle Pietre parlanti
Restano a Gorzegno numerosi edifici storici risalenti perlopiù dalla fine del XVI agl'inizi del XIX secolo, molti dei quali sono attualmente  in stato di abbandono parziale o totale, o fortemente alterati nelle loro strutture originarie. 
Un censimento di tutti gli edifici e un'indagine sulle loro origini ed evoluzione è stata compiuta a partire dal 2020 dagli storici Walter Accigliaro e Giordano Berti che hanno provveduto a ricostruire la storia di Gorzegno sulla base di documenti attendibili. Da quella ricerca è sorto, su ideazione di Romano Vola, già Sindaco di Bergolo, il Nasc - Museo delle Pietre parlanti, un percorso a cielo aperto dove ogni edificio è dotato di un'apposita didascalia e di un codice QR che rimanda all'omonimo sito web contenente estesi approfondimenti e materiale fotografico. 
Il percorso a cielo aperto include, oltre agli elementi architettonici antichi, una sezione d’arte contemporanea, curata da Giordano Berti, con opere donate da artisti di varia provenienza distribuite in vari punti del paese.
Una sezione etnografica, curata da Giordano Berti in collaborazione con l'art designer Letizia Rivetti, include vari manufatti in pietra della tradizione locale realizzati dalla fine del XIX alla metà del XX secolo.
Nel 2021 è stata inaugurata una nuova sezione intitolata "Le misteriose Pietre di Voynich", a cura di Giordano Berti, con opere degli scultori Nando Gallo, Ivano Ghiglia e Remo Salcio, ispirate alle illustrazioni del misterioso Manoscritto Voynich 

### Edifici storici
- Castello dei Marchesi del Carretto - Restano pochi ma interessanti ruderi della struttura edificata nel Medioevo e più volte rimaneggiata, sino a trasformarla da fortilizio in palazzo di rappresentanza dei Marchesi di Gorzegno. Gorzegno, Ruderi del Castello dei Marchesi del Carretto

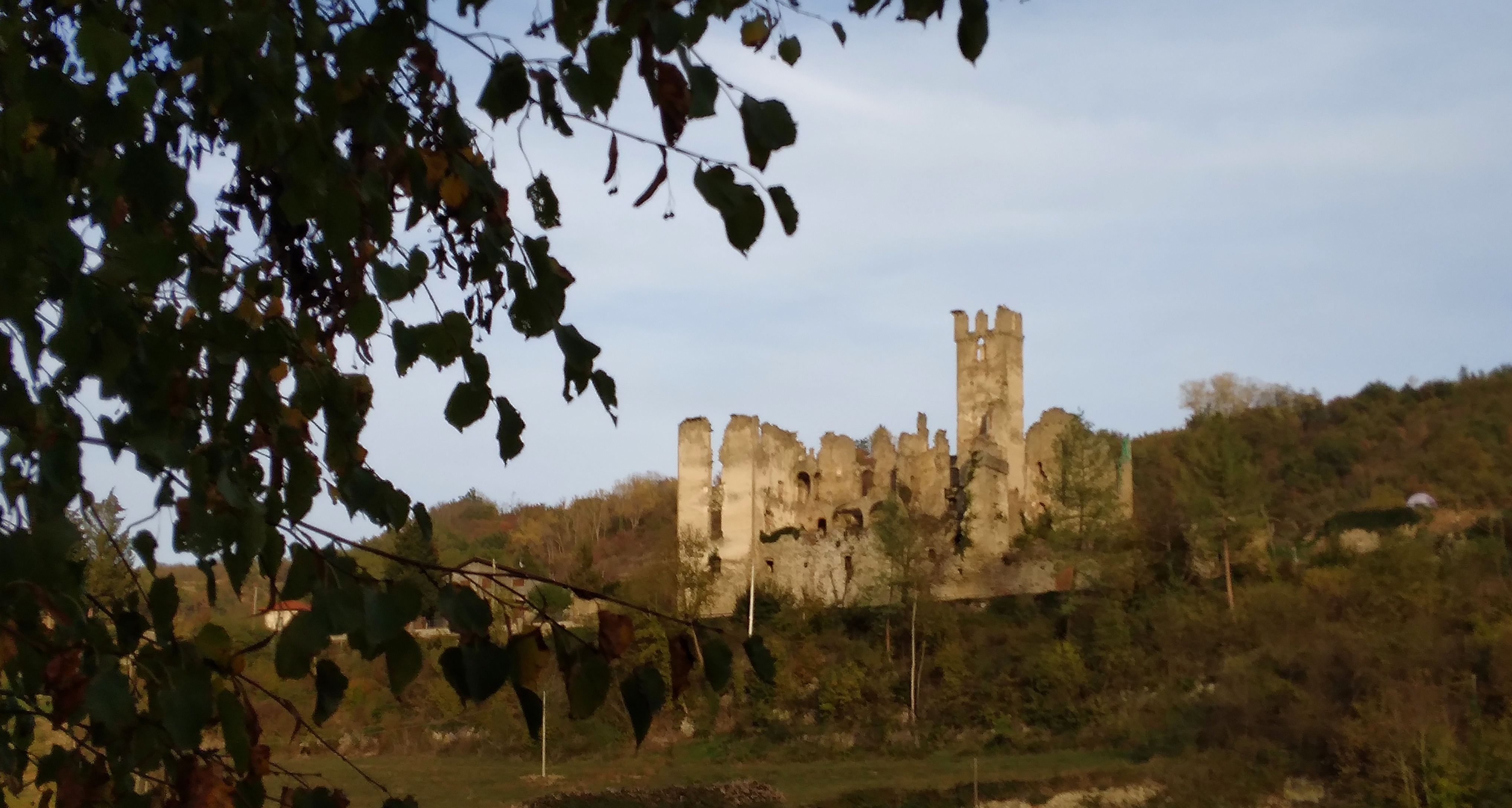
Gorzegno, Ruderi del Castello dei Marchesi del Carretto

- Cappella di S. Martino - Da secoli sconsacrata, la chiesetta fu costruita nel 1587 nei pressi del castello sulle basi di un edificio sacro preesistente. Si tratta di uno dei pochi esempi, in Piemonte, di chiesa con pianta a croce greca. Dopo un lungo abbandono è stata restaurata nel 1998 con criteri filologici e ora serve da spazio espositivo per mostre d'arte.
- Mulino dei Marchesi - Fu edificato nel 1569 sotto l’altura del castello. La macina funzionava tramite una ruota idraulica azionata dallo scorrimento del corso d’acqua alimentato dal fiume Bormida, che scorre poco distante. L’alluvione del 1994 lo ha fortemente danneggiato. Durante la ristrutturazione del 1999 è stata rinvenuta l'epigrafe con lo stemma dei Marchesi Del Carretto combinato con l'aquila imperiale e i nomi dei signori del luogo.

### Architetture religiose
- Chiesa di S. Siro - La parrocchiale di Gorzegno fu riedificata tra il 1622 e il 1630 in sostituzione della chiesa preesistente. Le forme attuali della facciata risalgono al 1843. Internamente si conservano dipinti di varia qualità artistica e di epoche diverse, fra i quali una Madonna del Rosario datata 1631 e firmata da Agostino Stuchi o «Steucus». Quasi tutto l’interno della chiesa è decorato con numerosi fregi e figurazioni a rilievo in stucco, in particolare figure angeliche, opera di abili maestranze luganesi.
- Pieve di S. Giovanni Battista o Madonna della Neve - La prima struttura dell'edificio fu costruita nell'Alto Medioevo sulle basi di un tempio pagano, come sembrano testimoniare alcune lapidi votive ritrovate sul luogo risalenti al II secolo d.C. e oggi conservate al Museo Eusebio di Alba. Dopo una ristrutturazione avvenuta nel 1438, una drastica trasformazione strutturale avvenne nel 1774-1778; in quell'occasione avvenne la nuova dedicazione alla Madonna della Neve.

### Eventi
- Festival delle Magie. Rassegna di mostre d'arte antica e moderna, teatro di strada, concerti, installazioni multimediali light&sound, ideata nel 2019 dal poeta albese Romano Vola, dall'art designer Letizia Rivetti e dallo scrittore bolognese Giordano Berti. La manifestazione abbraccia varie tematiche: esoterismo, folklore locale, cultura agroalimentare, tutela del patrimonio storico e paesaggistico. Il Festival delle Magie si è svolto nel 2020 e nel 2021 nel primo fine settimana di settembre.[8]

## Società

### Evoluzione demografica
Abitanti censiti

## Amministrazione

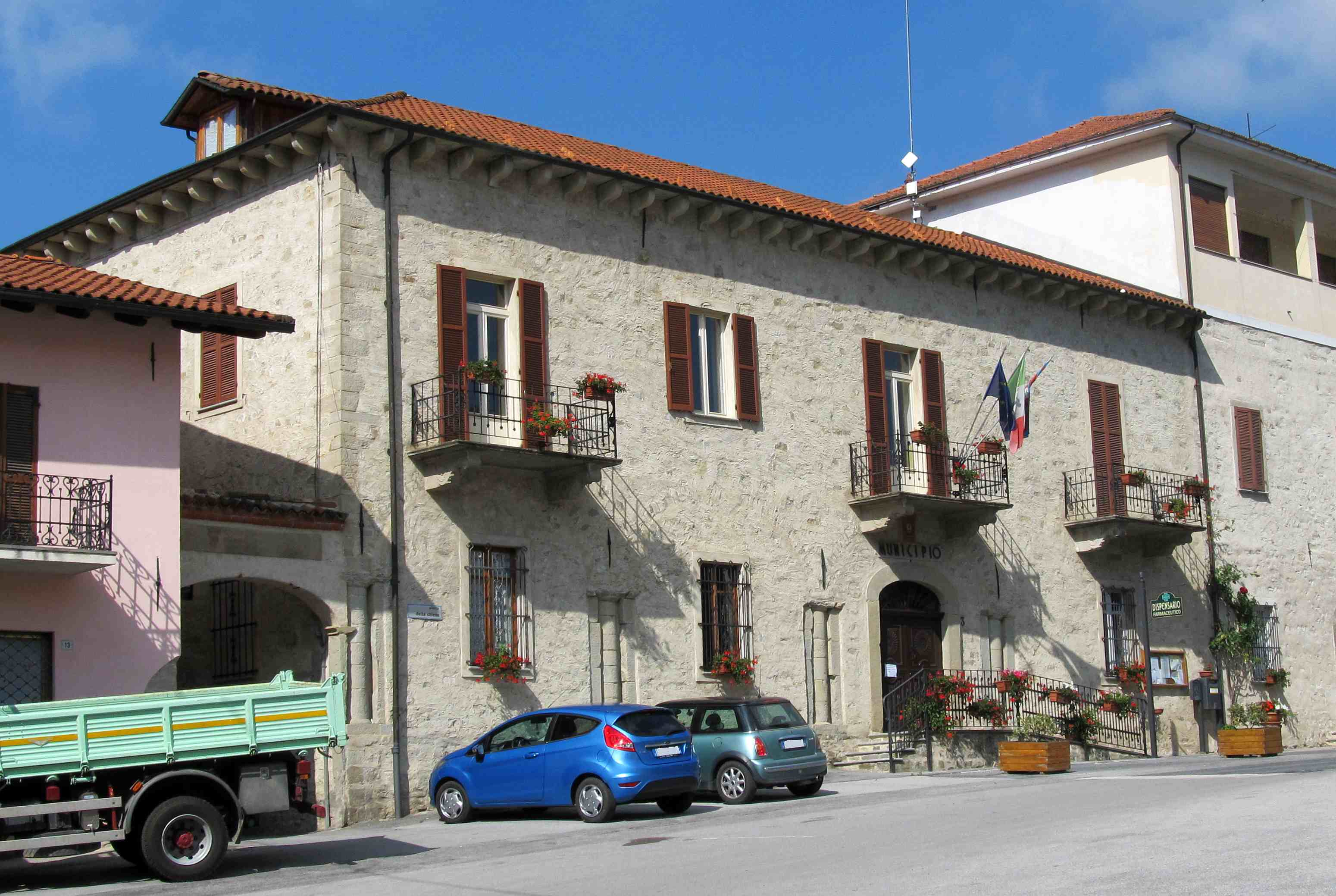
Il municipio

| Periodo | Periodo   | Primo cittadino | Partito      | Carica  | Note       |
| ------- | --------- | --------------- | ------------ | ------- | ---------- |
| 2008    | 2011      | Aldo Balocco    | lista civica | Sindaco |            |
| 2011    | 2014      | Piero Montanaro | lista civica | Sindaco |            |
| 2014    | 2019      | Piero Montanaro | lista civica | Sindaco | II mandato |
| 2019    | in carica | Marco Chinazzo  | lista civica | Sindaco |            |

## Curiosità
- A Gorzegno è ambientata la tragica vicenda, realmente accaduta, narrata da Beppe Fenoglio in Un giorno di fuoco (Garzanti, 1963).[10] Successe che, alla metà di ottobre del 1933, un contadino di Gorzegno, Felice "Pietro" Gallesio, a causa di dissidi familiari, con un colpo di doppietta uccise prima il parroco del paese, poi il nipote Alessandro, quindi si rifugiò in un fienile. All'arrivo dei carabinieri di Alba, Gallesio li accolse a colpi di doppietta, ferendo gravemente un appuntato e il brigadiere. Da Cuneo giunsero altri rinforzi, accolti da Gallesio allo stesso modo. Nel conflitto a fuoco rimase ferito anche un giornalista, giunto sul posto per rendere conto di un tragico avvenimento che la stampa locale aveva reso noto in tutto il Piemonte. Dopo un lungo assedio, Gallesio finì le munizioni, ma non si arrese. Alla fine di una settimana di follia il "delinquente di Gorzegno", come venne definito da alcuni giornali dell'epoca, fu ucciso dai carabinieri. Fenoglio aveva conosciuto quella vicenda oltre 20 anni dopo, grazie ai racconti che nelle Langhe continuavano a rimbalzare di bocca in bocca, e ne trasse spunto per un  racconto bellissimo, ma non del tutto aderente, pare, ai fatti realmente accaduti. In sostanza, "il folle di Gorzegno" fu rappresentato come una specie di antieroe vittima di una miseria materiale e morale che per lungo tempo attanagliò l'Alta Langa; una miseria magistralmente dipinta da Fenoglio in altro suo capolavoro "La malora".

- Il paese di Gorzegno è più volte citato come ambientazione degli avvenimenti narrati nel libro giallo Rebus di mezza estate, di Gianni Farinetti (Marsilio editore, 2013). Nel testo di Farinetti si trovano varie allusioni a una tradizione dell'Alta Langa che fa di Gorzegno un "villaggio di scemi". Questa tradizione è ironicamente tramandata dagli stessi abitanti di Gorzegno con numerosi e buffi racconti (L'asino sul campanile, L'asino che beve la luna, La zivéra, La lampadina bruciata, Alla ricerca del sole, Il campanile addobbato, ecc.), che un cronista locale, Ferdinando Balocco, ha inserito nel suo Gorzegno tra storia e leggenda (Alma Tipografica, 2005).